# 33 av. J.-C.
Cette page concerne l'année 33 av. J.-C. du calendrier julien.

## Événements
- 1er janvier : à Rome, début du consulat d’Octavien (pour la deuxième fois) et de Lucius Volcacius Tullus. Le triumvirat n’est pas renouvelé. Octavien dénonce les donations d’Alexandrie puis dépose ses pouvoirs[1].
- Printemps : campagne d’Octavien en Illyrie[1].
- Été : Marc Antoine s’avance jusqu'à l’Araxe et renouvelle l’alliance avec le roi Artavazde d’Atropatène qui s’est querellé avec Phraatès IV. Il se résout à affronter Octavien[1].
- 6 - 13 juillet : à Rome, l’édile Agrippa finance des jeux apollinaires fastueux[2].
- 4 août : début du règne de Cheng, empereur de Chine de la dynastie Han (fin en 7 av. J.-C.)[3].
- Automne : Marc Antoine et Cléopâtre VII mobilisent leurs forces à Éphèse. En novembre, ils rappellent les 16 légions d’Arménie et ordonnent à Polémon du Pont de protéger la frontière avec les Parthes[4].

- Le chanyu des Xiongnu du Sud Huhanye se présente devant l’empereur Han pour lui assurer sa fidélité de vassal. Yuandi lui offre cinq femmes comme épouses, dont la belle Wang Zhaojun[5].
- Grands travaux à Rome. Construction de l'Aqueduc de l'Aqua Julia par Agrippa[6]. Construction de l'Aqueduc d'Auguste  à Naples (33-12 av. J.-C.)[7].
- À la mort du roi numide Bocchus II sans héritier, le royaume de Maurétanie est administré par des préfets romains pendant huit ans[8]. Les Romains installent leurs vétérans dans des colonies créées à cet effet à Tingis, Banasa, Zilil et Baba[9].
- Expulsion de Rome des mages chaldéens[10].

## Naissances
- Wang Mang, empereur chinois.

## Décès
- 3 juillet : Yuandi, empereur de Chine de la dynastie Han[3].

- Bocchus II, roi de Maurétanie[9].
- Tiberius Néron, général romain.